# جلال الدين الخبازي
جلال الدين الخبازي (629 - 691 هـ / 1232 - 1292م) هو أبو محمد عمر بن محمد بن عمر الخبَّازي الخُجَنْدي، أحد أشهر فقهاء الأحناف، وُلِد بحلب ويرجع أصله إلى خُجَنْدة 
وهي إحدى مناطق نهر سيحون، وبعدها انتقل إلى خُوارِزْم، حيث تلقى علومه الأولى، ومن ثم انتقل إلى بغداد ، وحج وجاور سنة، ثم انتقل إلى دمشق. ودرّس بدمشق بالعزّيّة والخاتونية البرّانية.

## شيوخه وتلاميذه
من أشهر شيوخه علاء الدين البخاري صاحب "كشف الأسرار عن أصول البزدوي"، وأخذ عنه أبو العباس أحمد بن مسعود بن عبد الرحمن القونوي والبدر الطويل وداود الرومي المنطقي وهبة الله بن أحمد التركستاني.

## مؤلفاته
ألَف الخبازي عددًا من الكتب، من أهمها: 
- "حاشية على الهداية"، وهو من كتب الفروع في الفقه الحنفي.
- "المغني" في أصول الفقه.[8]

## وفاته
توفي جلال الدين الخجندي بدمشق، يوم السبت 26 ذي الحِجَّة 691هـ الموافق 14 ديسمبر (كانون الأول) 1292م، وصُلِّي عليه ضحى الأحد بجامع دمشق، عن عمر يناهز 62 عامًا، ودُفن بمقابر الصوفية. وذُكر أنه توفي سنة 671هـ، وهو خطأ، صوابه: سنة 691هـ.

## الملاحظات
1. ↑   أورد الذهبي في ترجمة الخبازي أنه ولد يوم الجمعة الثاني من رجب سنة أربع وعشرة وستمائة (614هـ)،[6] بينما ورد في غير واحد من كتب التراجم أن ولادته كانت عام 629هـ مثل معجم المؤلفين لعمر رضا كحالة والأعلام للزركلي، بالإضافة إلى أن من ترجم له ذكر أن عمره 62 عامًا ورجح تاريخ وفاته أنه 691هـ، فيظهر أن الأرجح في ولادته ما تم إثباته في المتن.